# Erin Richards

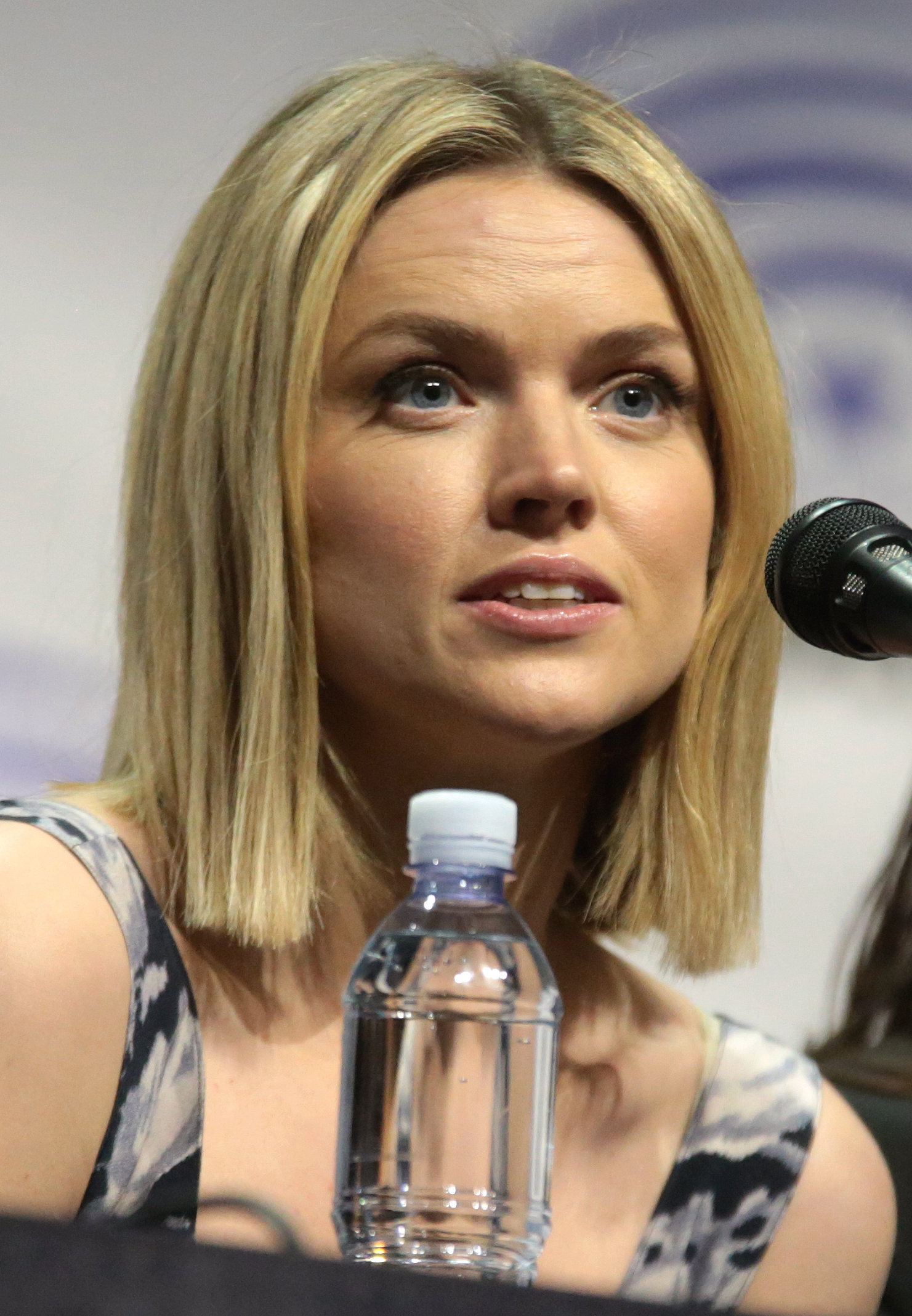
Erin Richards (2017)

Erin Richards (* 17. Mai 1986 in Penarth, Wales) ist eine walisische Schauspielerin und Regisseurin.

## Leben
Ihre Ausbildung absolvierte Erin Richards am Royal Welsh College of Music and Drama.
Sie moderierte das Teeniemagazin Mosgito für den Sender S4C.
Ihr Filmdebüt gab sie 2005 im Film Expiry Date. Nach weiteren Kurzfilmen folgte 2011 die Rolle der Nancy Reid in der britischen Fernsehserie Being Human. 2012 war sie Mitglied der Hauptbesetzung der zweiten Staffel der Fox-Serie Breaking In. Seitdem folgten Gastauftritte in Merlin – Die neuen Abenteuer, Misfits und Crossing Lines. Von 2014 bis 2019 spielte sie die Barbara Kean in der Fernsehserie Gotham. Sie führte außerdem Regie bei der Gotham-Episode Jim Gordons Prozess aus der fünften Staffel.
Erin Richards veröffentlichte 2018 den Kurzfilm Hot Girl, bei dem sie Autorin und Regisseurin war. Außerdem übernahm sie die Hauptrolle Kara Quinn.

## Filmografie (Auswahl)
- 2005: Expiry Date
- 2008: Abraham’s Point
- 2009: 17 (Kurzfilm)
- 2010: Calance (Kurzfilm)
- 2011: Being Human (Fernsehserie, 3 Folgen)
- 2012: Breaking In (Fernsehserie, 13 Folgen)
- 2012: Merlin – Die neuen Abenteuer (Merlin, Fernsehserie, 2 Folgen)
- 2013: Misfits (Fernsehserie, Folge 5x07)
- 2013: Crossing Lines (Fernsehserie, Folge 1x03)
- 2013: Open Grave
- 2014: The Quiet Ones
- 2014–2019: Gotham (Fernsehserie, 76 Folgen)
- 2017: That Good Night
- 2018: Unersetzlich (Irreplaceable You)
- 2018: Hot Girl (Kurzfilm)
- 2019: The Return of the Yuletide Kid
- 2021: Everything I Ever Wanted to Tell My Daughter About Men (Regie)
- 2020: God Friended Me (Fernsehserie, Folge 2x16, Regie)
- 2022: Save the Cinema
- 2022–2023: The Crown (Fernsehserie, 2 Folgen)
- 2024: The Way (Fernsehserie, Folge 1x02)
- seit 2024: Ar y Ffin (Fernsehserie)